# Chrysotus intrudus
Chrysotus intrudus är en tvåvingeart som beskrevs av Harmston 1951. Chrysotus intrudus ingår i släktet Chrysotus och familjen styltflugor.
Artens utbredningsområde är Kansas. Inga underarter finns listade i Catalogue of Life.